# Újpesti vasúti híd
Az Újpesti vasúti híd (a köznyelvben néha – helytelenül – Északi összekötő vasúti híd) Budapest egyik vasúti Duna-hídja, amely a Népsziget felett is átvezet. A  Budapest–Esztergom-vasútvonal forgalma mellett a gyalogos  és a kerékpáros közlekedést is szolgálja.
A budai oldalon a hídhoz csatlakozó vasúti pályaszakasz a III. kerületen, Aquincum városrészen vezet át, a pesti oldalon pedig a IV. és a XIII. kerület határán halad, és az M3-as metróvonal Újpest-városkapu állomásáig tart. Szomszédos vasútállomások: a Pesti oldalon Újpest megállóhely, Budán pedig Aquincum (korábban Aquincum felső) megállóhely. A hídtól északra a Megyeri, délre az Árpád híd található. A vasúti hidat 2008-ban felújították, melynek során a Duna főága feletti teljes acél felszerkezetet kicserélték, a pilléreket megerősítették. Az átépítés óta a hídon engedélyezett sebesség: 80 km/h.

## Kapcsolódó építmények
A pesti oldalon a híd folytatásaként több híd található:
- Váci úti járda-áthidalás
- Váci út fölötti híd
- Öbölági híd (az Újpesti-öböl/téli kikötő fölött)
- Zsilip utca fölötti híd

## Története
Ötlete elsőként 1892-ben, az esztergomi vasútvonal tervezése során merült fel, hogy a főváros bal parti részével is összeköttetést alkossanak. A vasútvonal tulajdonosa, az olasz Fratelli Marsiglia et Co. vállalat, ennek érdekében határozta el az Óbuda és Újpest közötti egyvágányú Duna-híd építését, és 1894-ben látott hozzá a szintén olasz Societa Nazionale delle Ufficine di Savigliane cég. A vasszerkezet gyártását az olasz vállalkozó a Magyar Államvasutak Gépgyárában rendelte meg. A forgalomnak 1896. november 3-án adták át. A forgalom gyorsan nőtt, az egyre nagyobb terhelés miatt a szerkezetet többször meg kellett erősíteni, ezután viszont a híd egészen 1944 augusztusáig teljesítette hivatását.

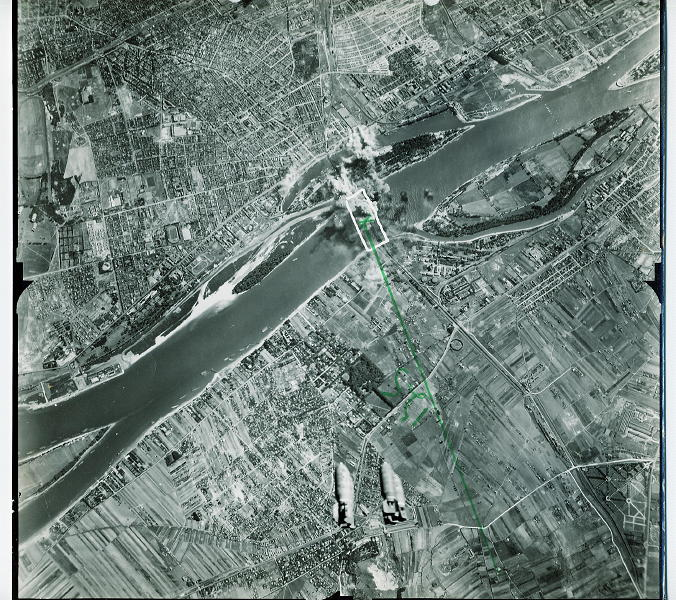
Amerikai légibombázás 1944-ben

A második világháború során több súlyos légitámadás érte. A megrongált hídra a végső csapást 1944 karácsonyán a visszavonuló német haderő mérte: felrobbantotta. A szerkezet egyetlen nyílása maradt csak meg, ez a háború után Simontornyára került, ahol 2001-ig szolgált vasúti hídként.
1945-ben a szovjet hadsereg ideiglenes pontonhidat épített. Az újjáépítés éveiben az esztergomi személyvonatok Császárfürdő vasútállomásig (Frankel Leó út) jártak.
1950-től a tehervonatokat szükségmegoldásként az Árpád hídra terelték. (Terelő útvonal: Angyalföld MÁV-állomás – az egykori Vizafogó teherpályaudvar bejárata – összekötő vágány az Árpád hídra – Flórián tér – üzemi vágány – Filatorigát vasútállomás – HÉV-sínek – Óbuda vasútállomás). A víz alatti hídroncsok kiemelése és a fel nem robbant 500 kg-os bombák hatástalanítása évekig eltartott, és a mai napig sem fejeződött be. Sok nehézséggel járt a lerobbantott mederpillér és a hídfő helyreállítása is, amit 1953 őszén kezdtek el. A rossz gazdasági helyzet ellenére azért kezdődhetett el a vasszerkezet építése, mert az Összekötő vasúti hídnál ideiglenesen beépített ún. „K”-hidat időközben elbontották, és annak elemeit építették be ide. A munkát tovább nehezítette az 1954. évi dunai nagy áradás, ami elmosta a hídszerelő telepet, a hídanyagon pedig rozsda- és iszapréteg jelent meg. 1955-re készült el az újjáépített híd, amely a Roth–Waagner-féle szerkezet továbbfejlesztése, azaz úgynevezett csavarozott, kettős „K”-híd.
Az építkezést a MÁV részéről Nemeskéri–Kiss Géza mérnök vezette, az acélszerkezet szerelését a Ganz–MÁVAG részéről Perényi Miklós fő-építésvezető irányította. Próbaterhelése 1955. május 5-én volt. A hídszerkezetek próbáján 4 darab 424-es sorozatú mozdonnyal terhelték meg az egyes hídnyílásokat. Az első személyvonat – több mint tíz év szünet után – 1955. május 21-én haladt át a hídon.
A hidat gyakran nevezik – hibásan – északi összekötő vasúti hídnak is. Ez valószínűleg arra vezethető vissza, hogy a vasúti hidak helyzete Budapesten szimmetrikus, ezért a téves feltételezés, hogy a köznyelven déli összekötőnek ez a híd lenne az északi párja. Valójában a déli vasúti híd a Körvasút Összekötő vasúti hídja, amely fontos hálózati elemként a MÁV vasútvonalait kapcsolja össze, szintén a Duna felett Kelenföld vasútállomás és Ferencváros vasútállomások között, innen származik a neve. Ezzel ellentétben az Újpesti híd „csak” az esztergomi vasútvonal hídjaként épült.

### A régi híd adatai
Anyaga részben az (ideiglenes) Összekötő vasúti híd elbontott szerkezete, részben új gyártású elem volt.
- Hossza: 674,40 m
- Szélessége: 11,90 m

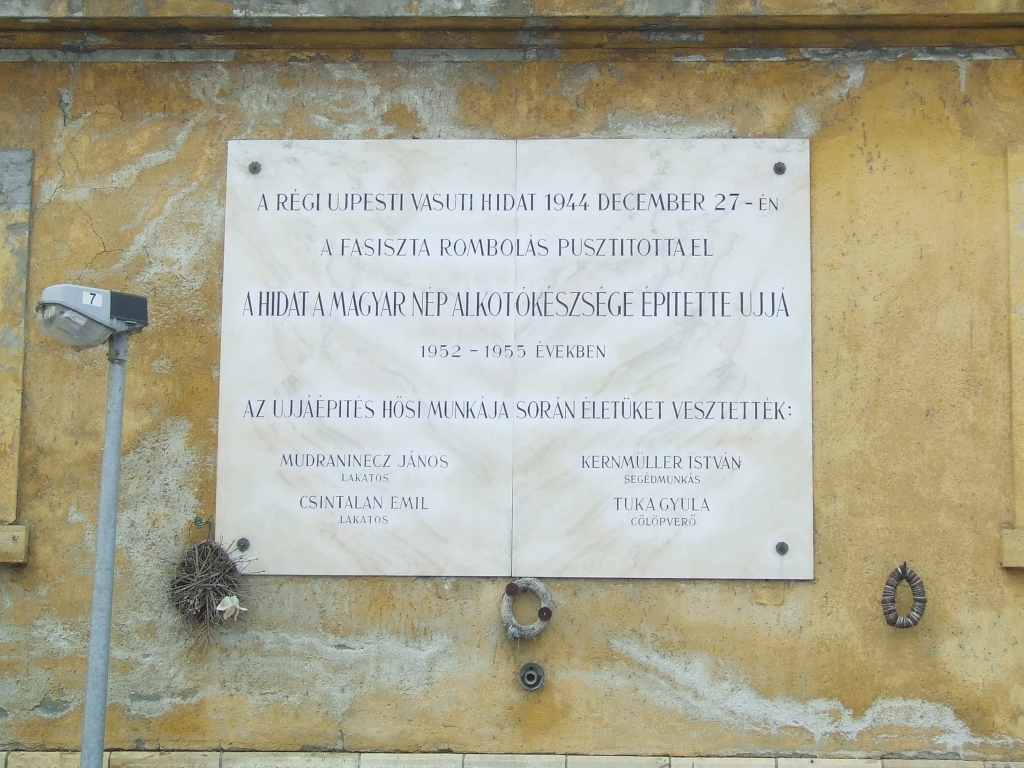
Emléktábla
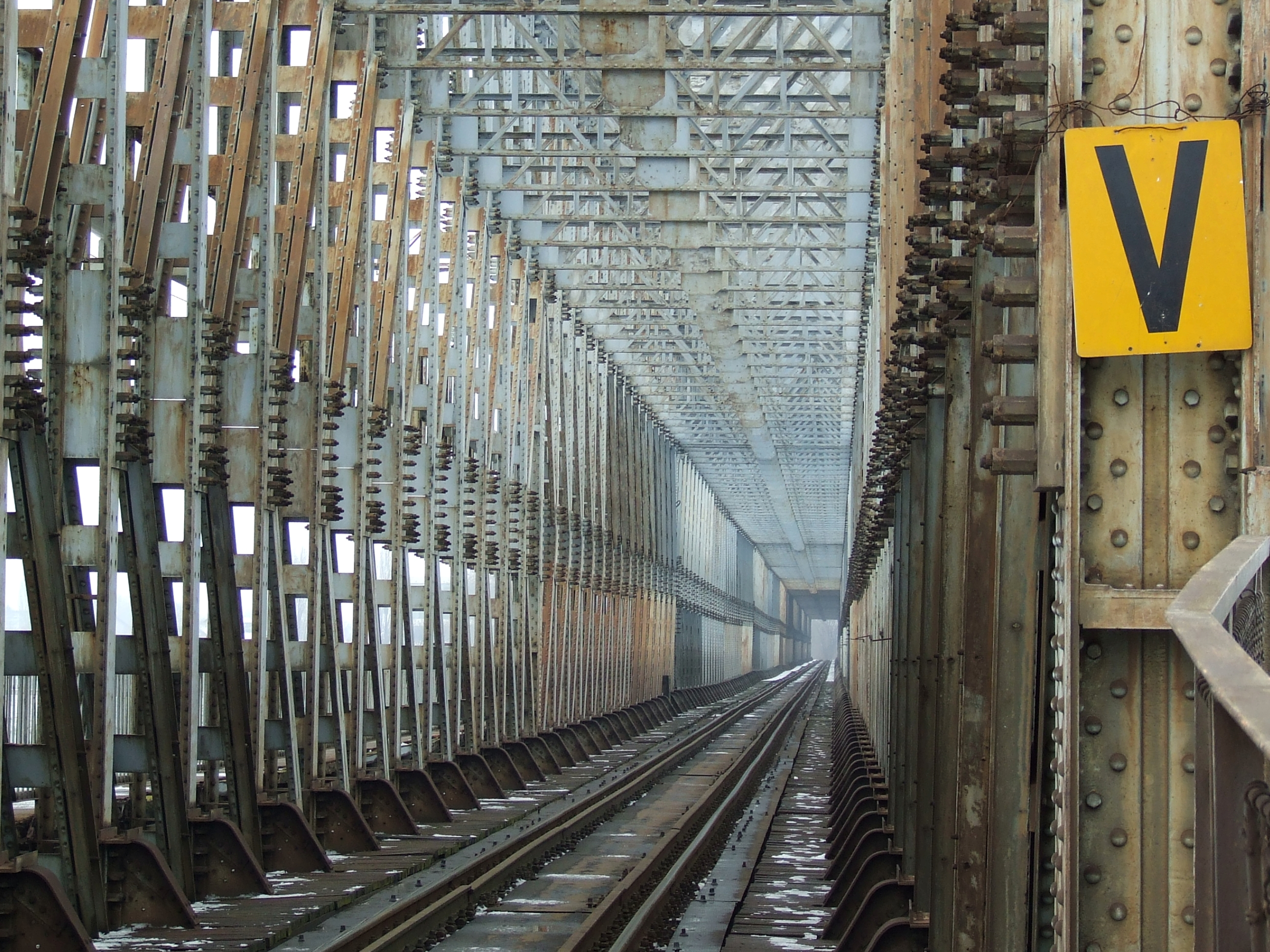
A lassújel érvényességének kezdete, megérkezés az 1955-ös hídra
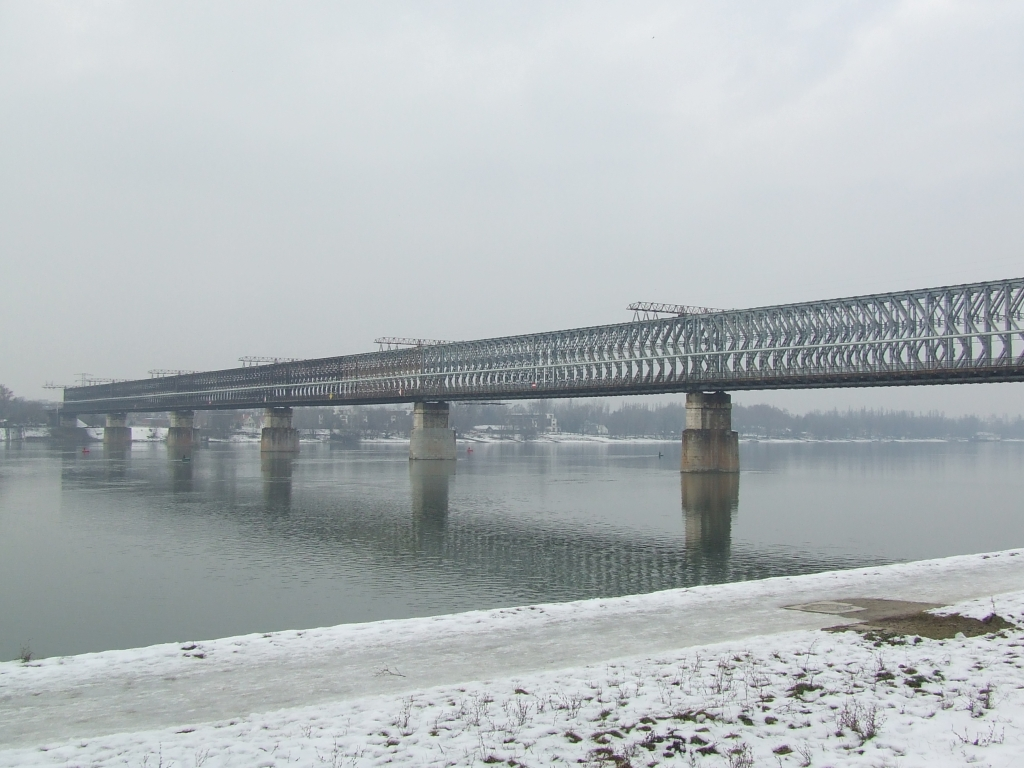
Az 1955-ös híd déli oldala Újpest felől
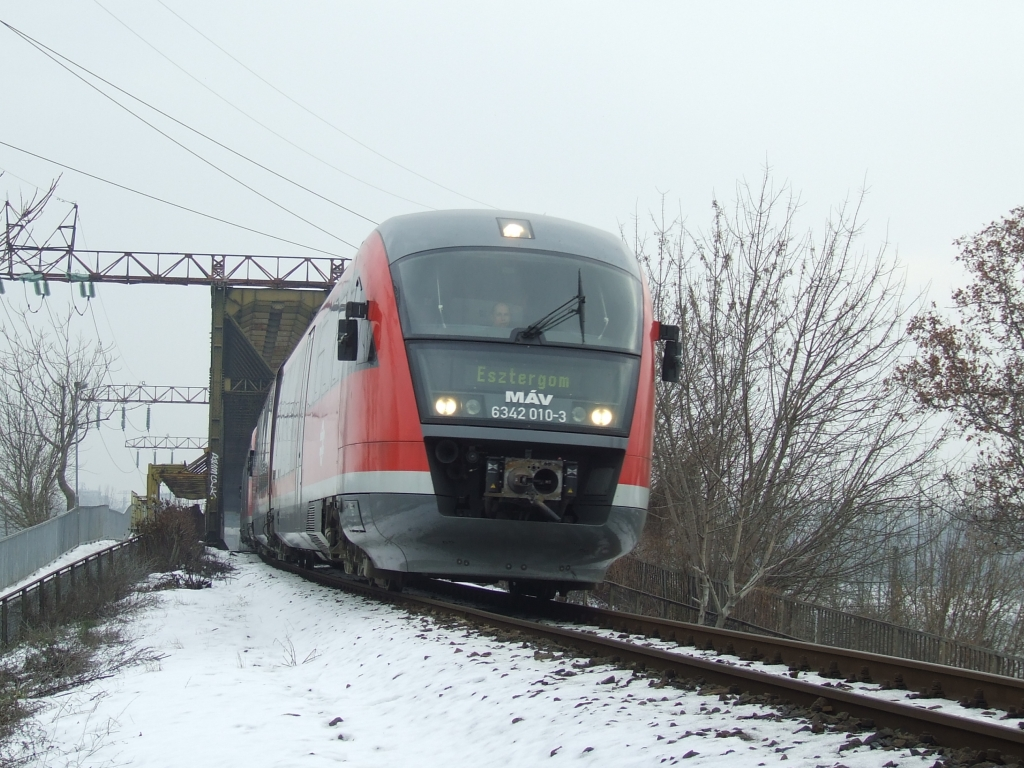
Siemens Desiro szerelvény hagyja el a régi hidat
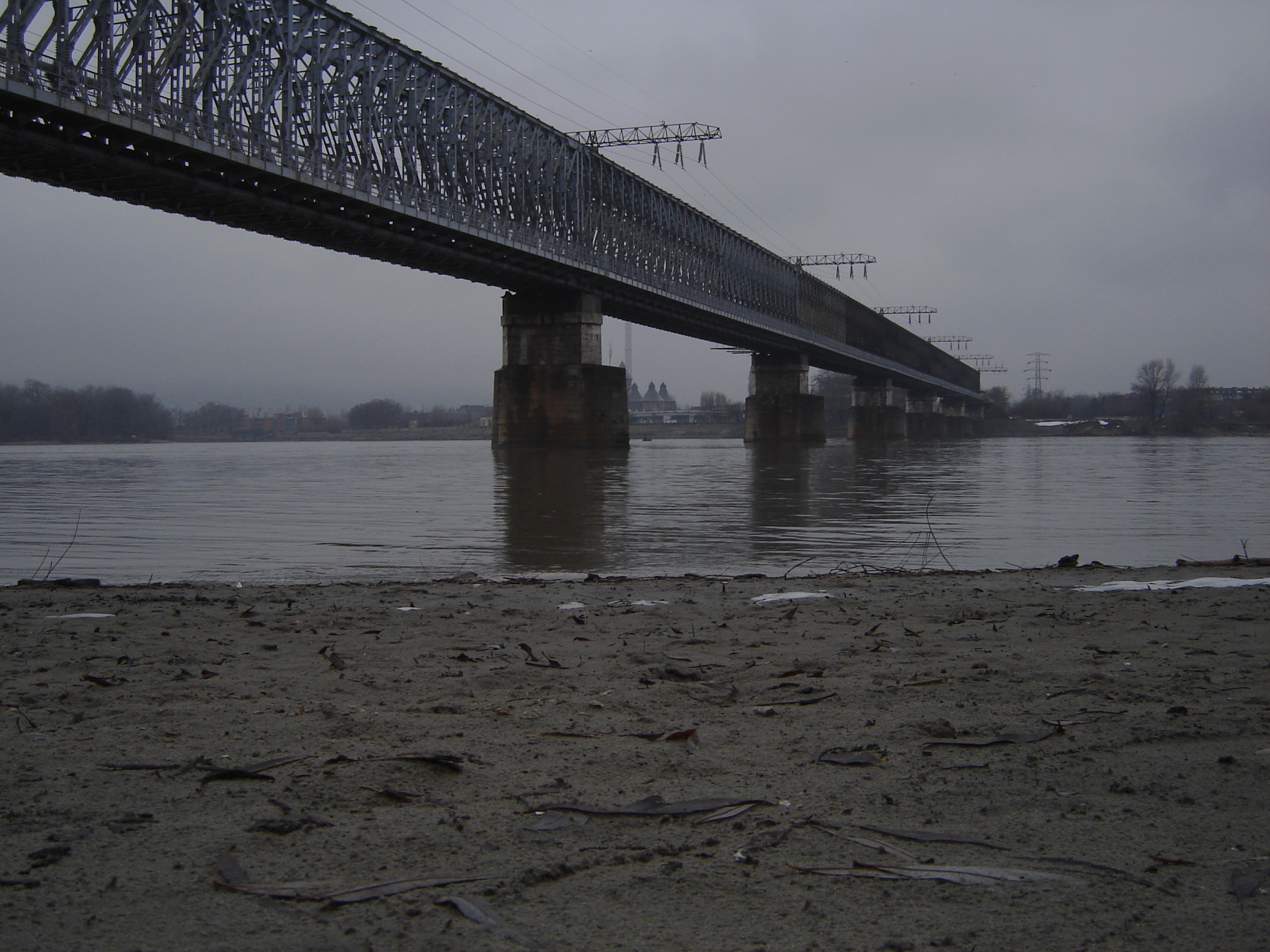
A régi híd „K”-híd acélszerkezete
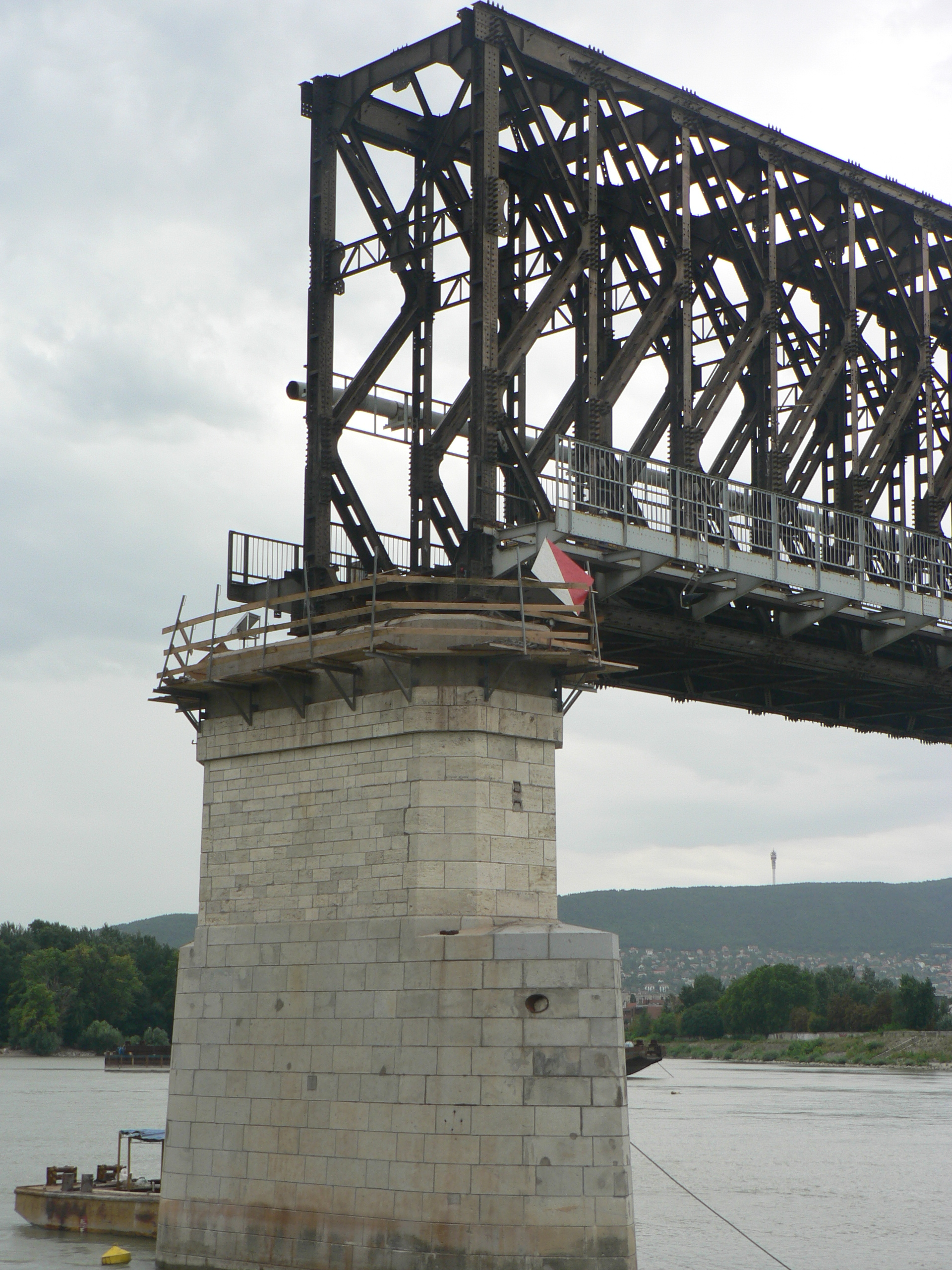
A régi acélszerkezet
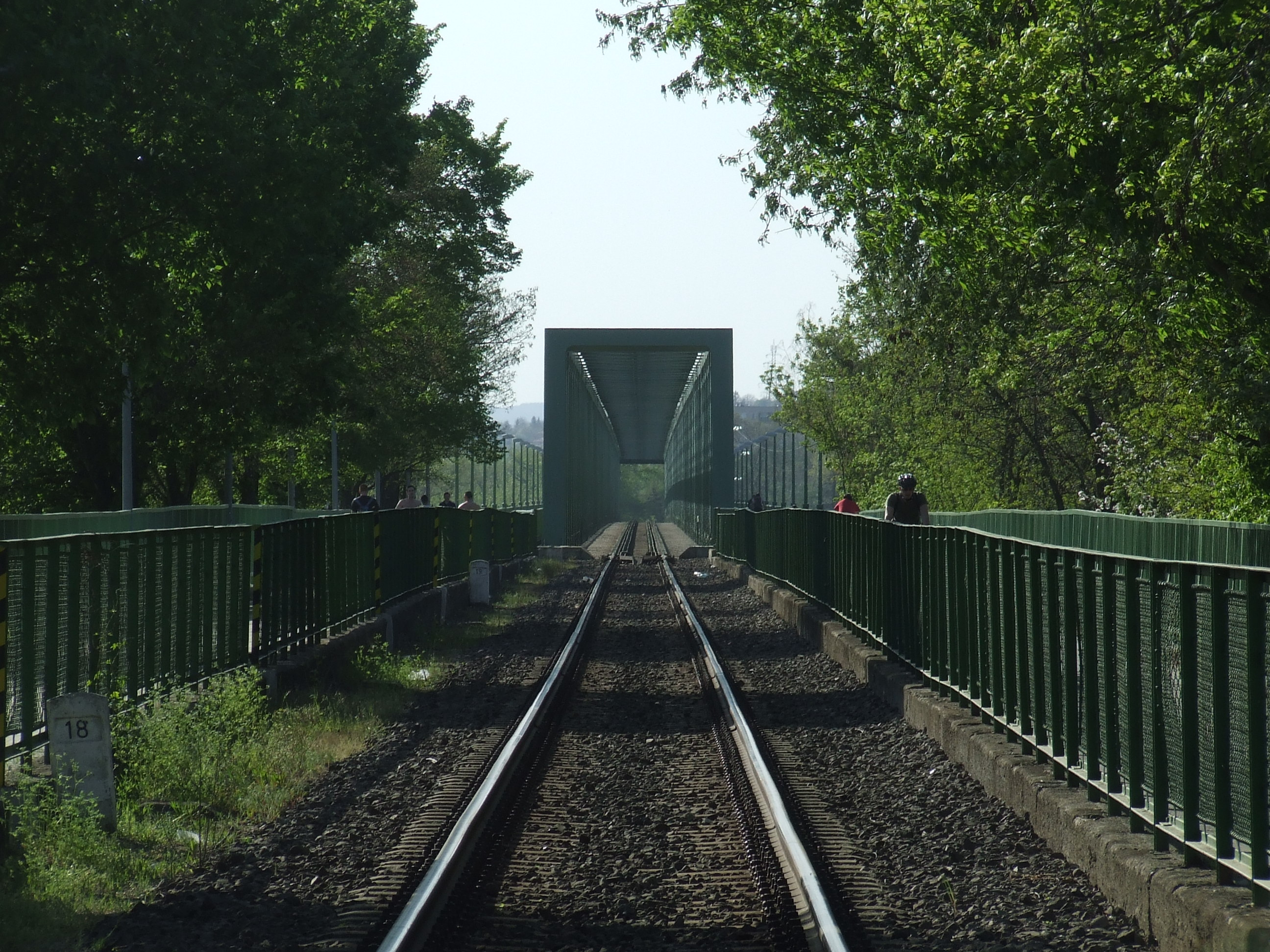

## Átépítése
A 2000-es évek közepére a hídon a mozdony vontatta vonatoknak 10 km/h, motorvonatoknak pedig 30 km/h sebességkorlátozás volt érvényben. Az acélszerkezet felújítása nem lett volna gazdaságos, ezért azt – a pillérek felújítása mellett – teljes egészében lecserélték 2008 nyarán. A gyalogos járdát április 19-étől november 10-éig tervezték lezárni, azonban ez jelentősen elhúzódott. A járdát és a kerékpárutat végül 2009. május 30-án nyitották meg. Teljes hídzár 2008. június 21. és szeptember 21. között volt érvényben.
Az átépítés idején, szeptember 22-éig az Esztergom felől érkező személyvonatok a Szentendrei HÉV vágányain keresztül a Margit híd budai hídfőjéig jártak. Ezek közül négy pár vonat csak Kaszásdűlőig közlekedett. Mivel a munkálatok teljesen nem fejeződtek be, decemberig, valamint 2009. március 20-ától május végéig a vonatok hétvégente ismét a Margit hídig közlekedtek. A Népsziget és Pest közötti Duna-öböl hídszerkezete változatlan maradt, ám felújították.
A híd új, előszerelt darabjait Csepelről TS-80 típusú bárkákon szállították a Duna óbudai szakaszához, ahol két úszódaru (a 200 tonnás magyar „Clark Ádám” és a 300 tonnás német „Atlas”) emelte őket a megerősített pillérekre.
Az északi járdán kerékpárutat jelöltek ki. A régi híd két oldalára rögzített villamos távvezetékeket a járda alá rejtették el. A teljesen dísztelen új híd zöld színű lett.
Az átépítés nettó 14 milliárd forintba került.
A hídon lévő vasúti pályát az esztergomi vonal egyéb szakaszaival együtt villamosították, 2018-ban indult meg a forgalom villamos vontatással.
A heves esőzések következtében 2019. május 30-ra virradó éjszaka megcsúszott a a Gázgyár utcát a Pók utcával összekötő közúti átjárónál található ellenfal. Fölötte ideiglenesen 5 km/h-s sebességkorlátozást rendeltek el. Később ezt 40 km/h-ra növelték.

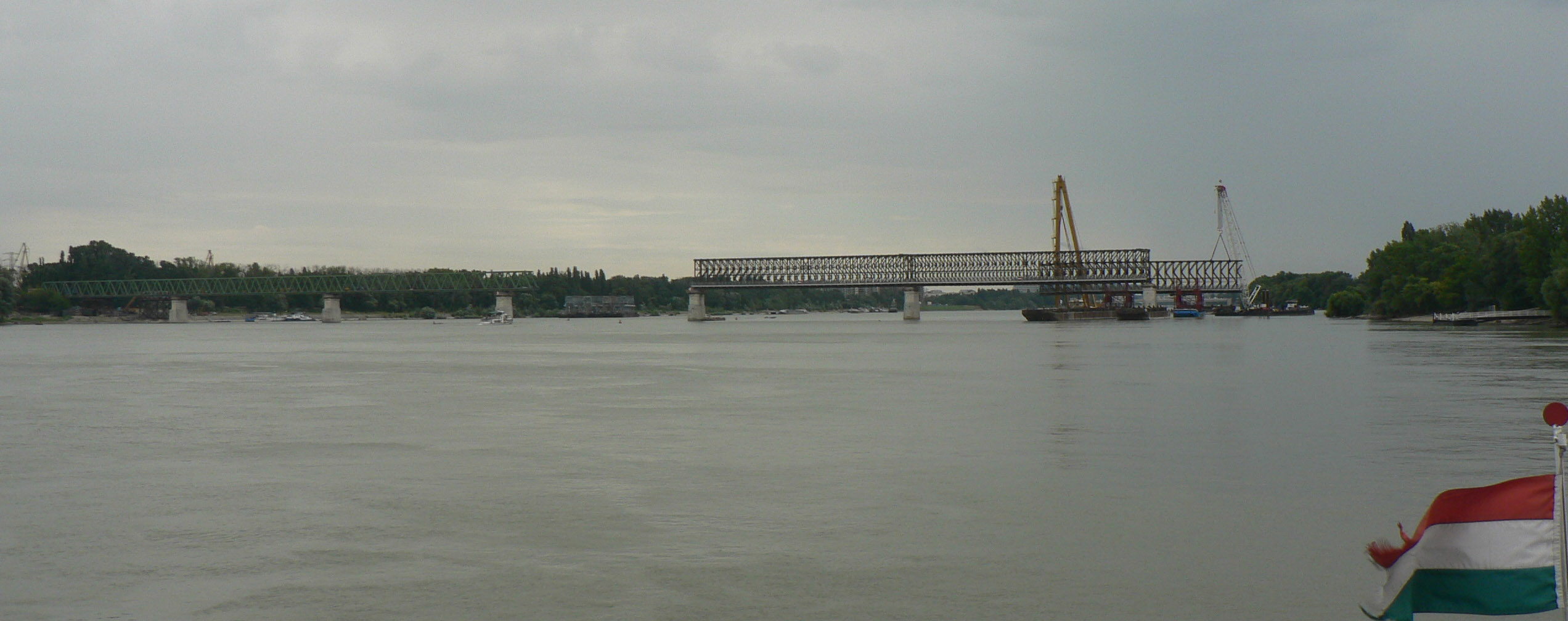
A 2008-as rekonstrukció
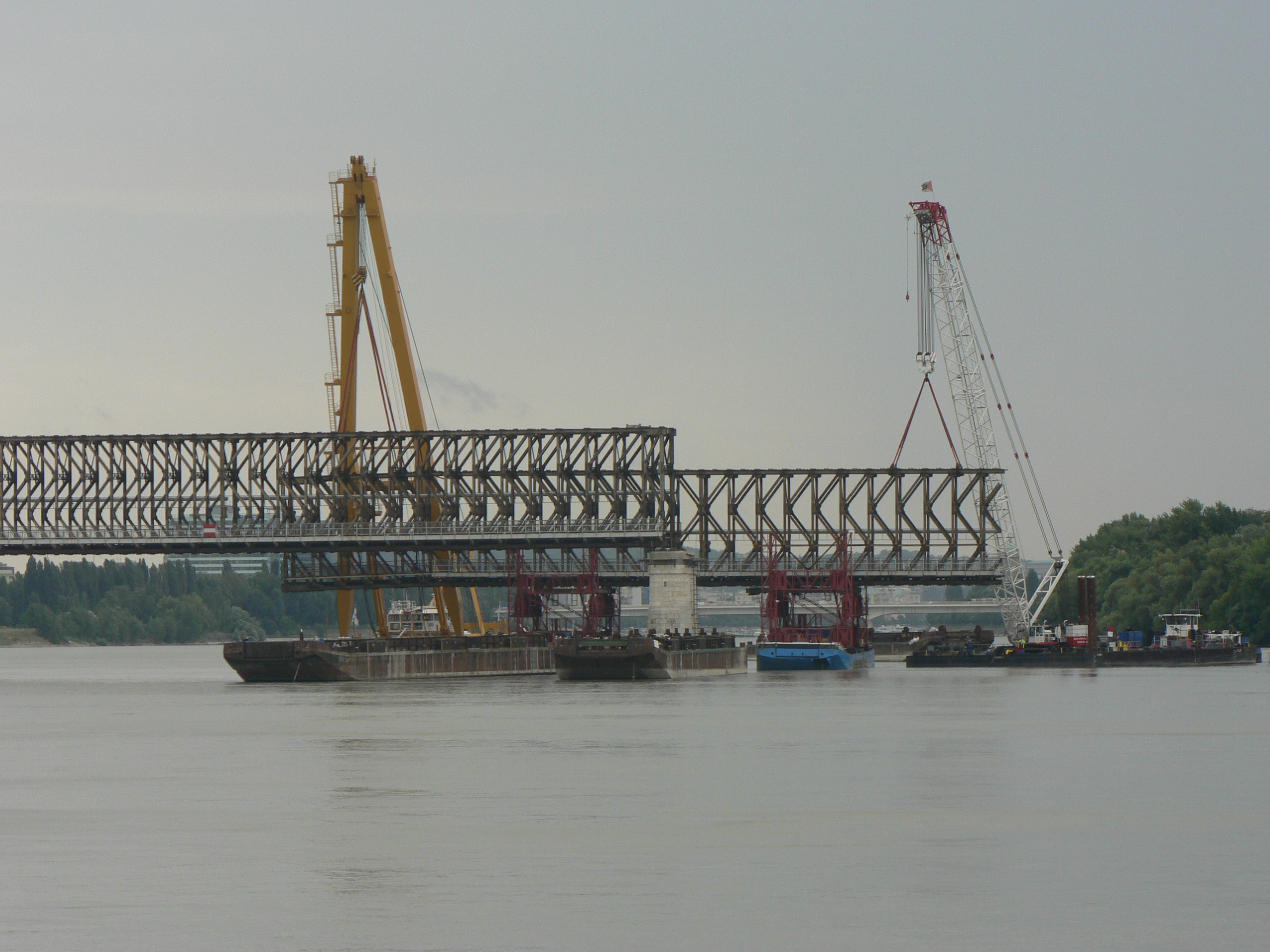
A régi szerkezet bontása. Balra a Clark Ádám 200 tonnás úszódaru
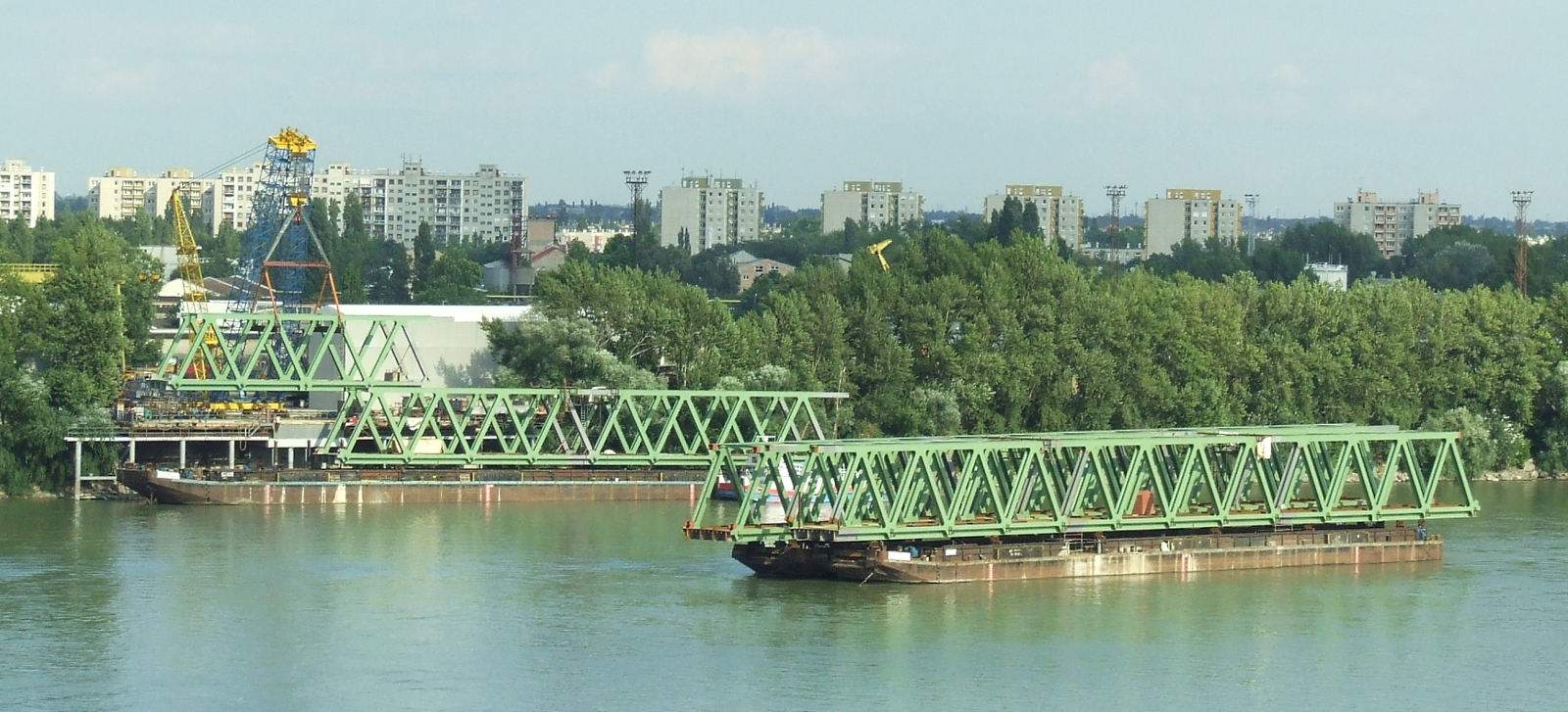
Az új hídelemek a Ganz acélszerkezet-gyártó telepén Csepelen
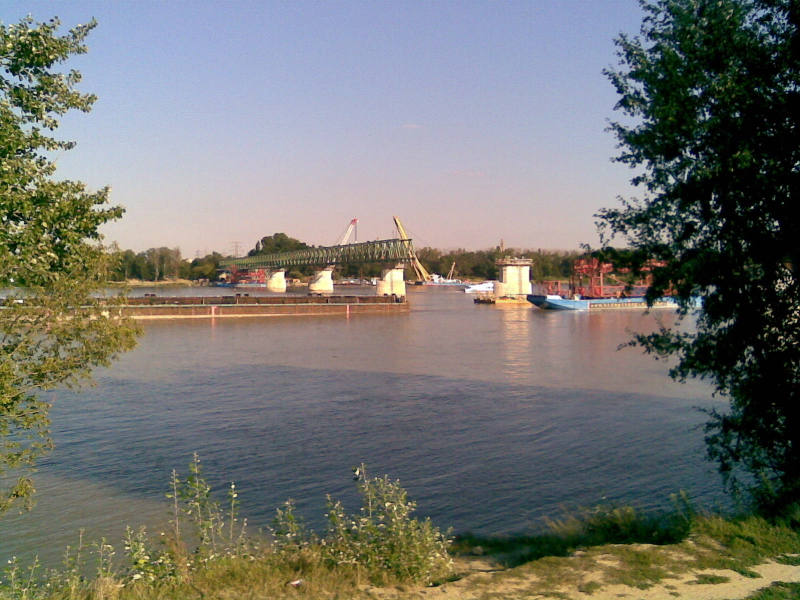
A híd átépítése
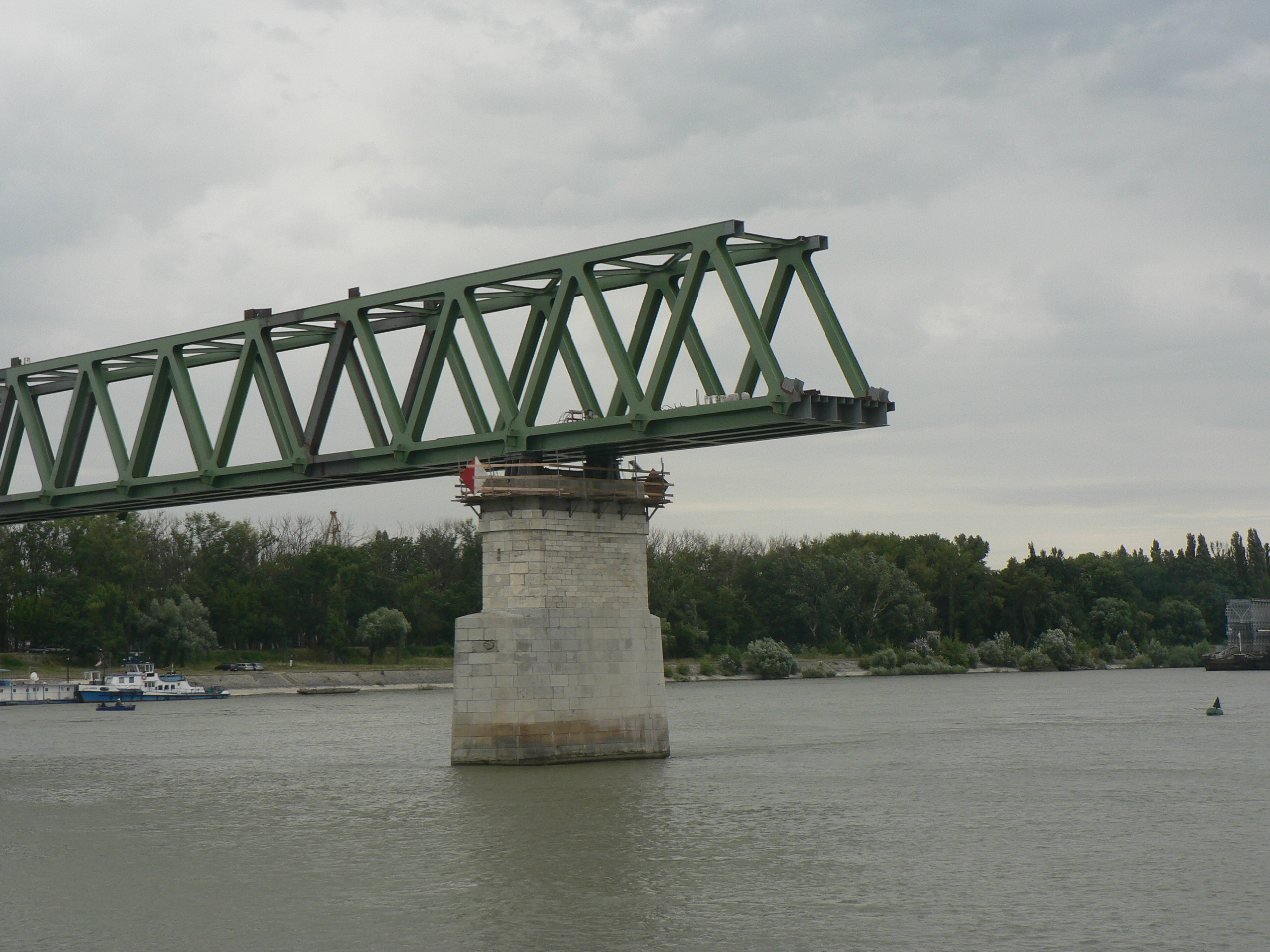
Az új acélszerkezet
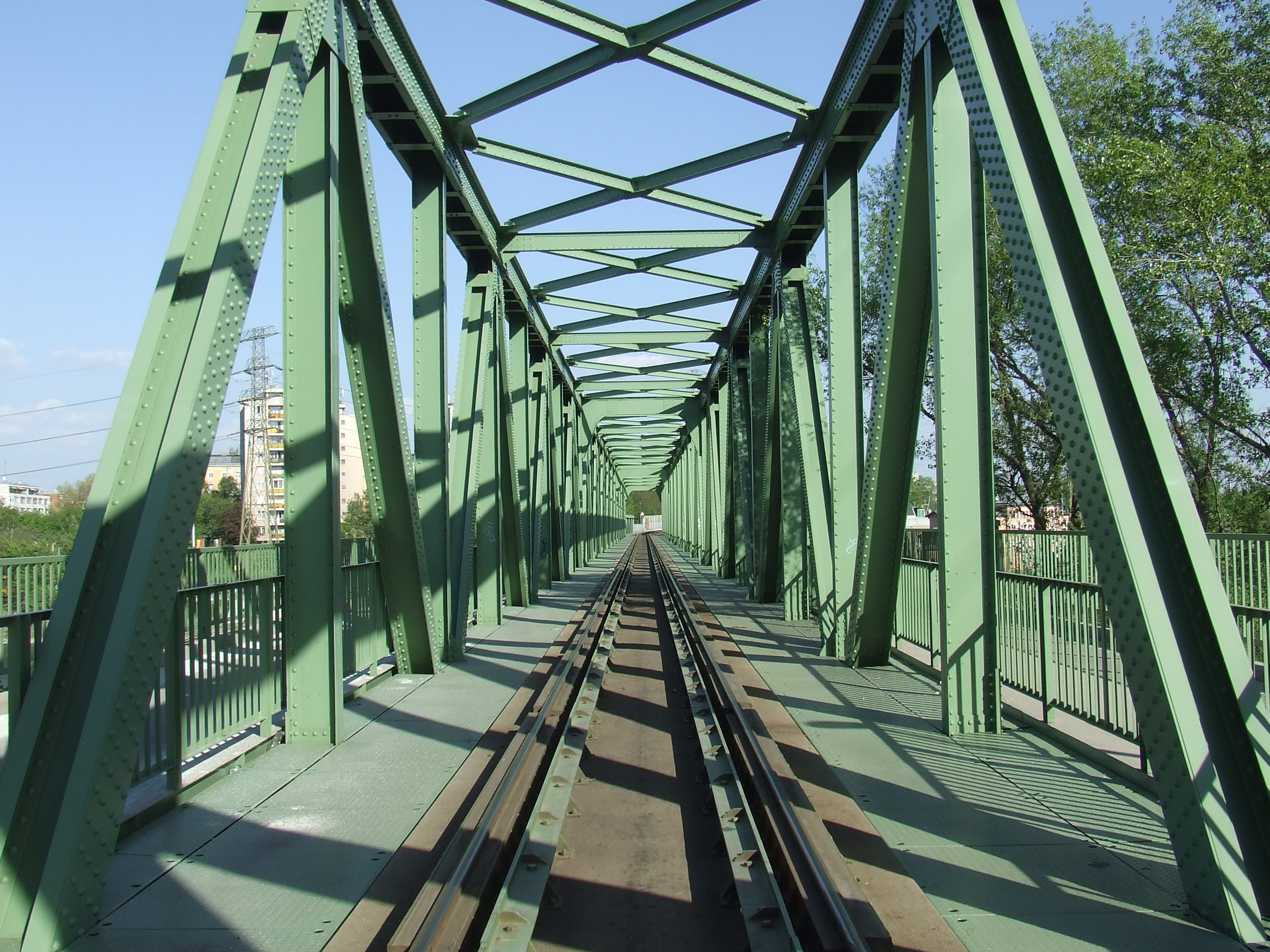

## A híd a művészetben
- Itt játszódnak Bertha Bulcsu Te jössz, Lupusz… című 1970-es regényének befejező jelenetei.

## Kapcsolódó szócikk
- Összekötő vasúti híd